# 核糖核酸测序
核糖核酸测序，简称RNA测序（英語：RNA Sequencing，英文简称RNA-Seq，也被称为全转录物组散彈枪法测序 ，简称WTSS）是基于第二代测序技术的转录组学研究方法。RNA测序是使用第二代测序的能力，在给定时刻从一个基因组中，揭示RNA的存在和数量的一个快照的技术。
首先提取生物样品的全部转录的RNA，然后反转录为c-DNA后进行的二代高通量测序，在此基础上进行片段的重叠组装，从而可得到一个个的转录本。进而可以形成对该生物样品当前发育状态的基因表达状况的全局了解（global）。进一步说，若和下一阶段的生物样品的RNA-Seq转录组进行比较，则可以得到全部的（在转录层面）基因表达的上调及下调—这就形成了表达谱，针对关键基因则可以形成你要想要的通路（英語：pathway）的构建。

## 介绍
相较于一个静态的染色体而言，细胞内的转录物组是一个处于不断变化的动态过程。随着现在的次世代基因测序（NGS）技术的发展，使得可测得的DNA碱基覆盖面增加且样本输出的吞吐量增大。有助于对细胞内RNA转录物进行测序，提供包括选择性剪接的转录、转录后的修饰、基因融合、突变/SNPs以及基因表达量改变等细节。，RNA测序不仅能检测mRNA的转录，还能观测到包括总RNA和小RNA（miRNA、tRNA和核糖体RNA）在内不同尺度的RNA表达谱。RNA测序还能用来确定外显子/内含子的边界，修正之前注释的5'和3'端基因边界。未来的RNA测序研究还包括观察感染时细胞传导路径的变化和癌症中不同基因表达程度。下一代基因测序之前，对转录物组学和基因表达的研究主要基于基因表达芯片（微阵列），后者包含数以千计用于探测靶向序列的DNA探针，可以得到所有表达出转录物的表达谱。基因表达芯片之后，基因表达的系列分析（SAGE）是主要的基因分析技术。
相较于一个静态的染色体而言，细胞内的转录物组是一个处于不断变化的动态过程。随着现在的次世代基因测序（NGS）技术的发展，使得可测得的DNA碱基覆盖面增加且样本输出的吞吐量增大。有助于对细胞内RNA转录物进行测序，提供包括选择性剪接的转录、转录后的修饰、基因融合、突变/SNPs以及基因表达量改变等细节。，RNA测序不仅能检测mRNA的转录，还能观测到包括总RNA和小RNA（miRNA、tRNA和核糖体RNA）在内不同尺度的RNA表达谱。RNA测序还能用来确定外显子/内含子的边界，修正之前注释的5'和3'端基因边界。未来的RNA测序研究还包括观察感染时细胞传导路径的变化和癌症中不同基因表达程度。下一代基因测序之前，对转录物组学和基因表达的研究主要基于基因表达芯片（微阵列），后者包含数以千计用于探测靶向序列的DNA探针，可以得到所有表达出转录物的表达谱。基因表达芯片之后，基因表达的系列分析（SAGE）是主要的基因分析技术。
相对于RNA测序，基因表达芯片（微阵列）测序结果的覆盖面很窄，只能覆盖染色体中1千多万SNP中的常见等位基因的SNP（50万到200万）。因此，现有数据库中一般没有罕见等位基因的测序结果，而只有常见的SNP的数据，这对研究者来说是一个重大缺陷。很多癌症源于突变概率小于1%的突变，因而很难被检测出。但是，基因表达芯片（微阵列）测序在已知的等位基因检测中仍很重要，使它们非常适合监管机构批准的诊断，如囊性纤维化。

## 分析

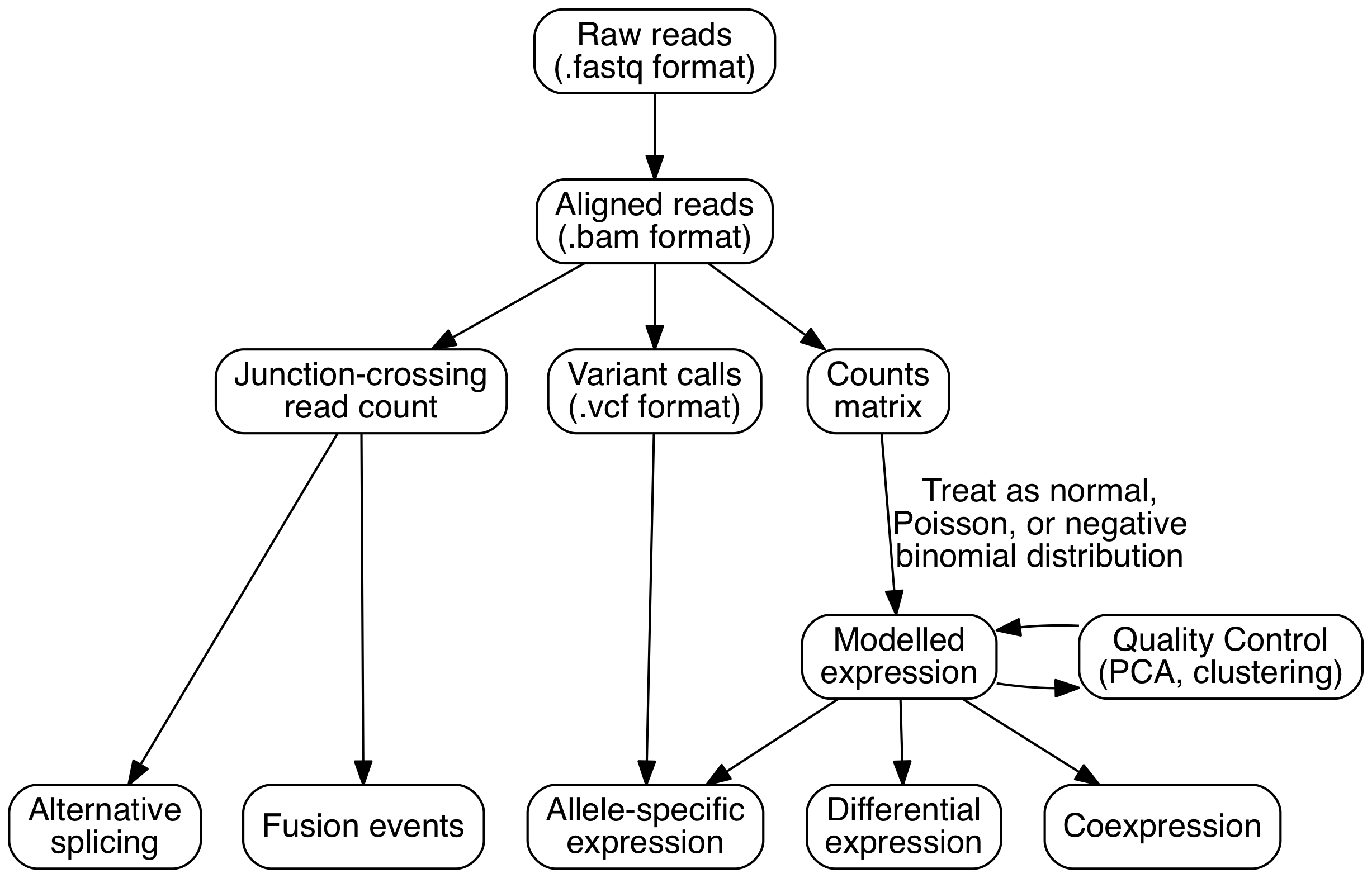
Diagram outlining the RNASeq analyses described in this section

### 轉錄體組裝
有兩種方法用於將原始序列讀數分配給基因體特徵（即組裝轉錄體）：
- De novo: 這種方法不需要參考基因體來重建轉錄體，通常基因體未知、不完整或與參考基因體相比有顯著不同時使用[8]。短讀長序列進行de novo組裝時的挑戰包括：(1) 確定哪些序列應連接成連續序列（重疊序列群, contigs）(2) 定序錯誤和其他人為的穩定性 (3) 計算效率。使用在de novo組裝的主要演算法是從重疊圖轉換而來，稱為de Bruijn圖，其將序列讀長切分為長度k的序列並將所有k-mer轉存成雜湊表[9]。使用de Bruijn圖做組裝的工具有 Velvet[10]、Trinity[8]、Oases[11]和 Bridger[12]。同一樣品的雙端序列和長序列讀長可作為模板或骨架來彌補短讀長序列的缺陷。評估de novo組裝品質的指標包括重疊序列群長度的中位數、重疊序列群數量和 N50（英语：N50, L50, and related statistics）[13]。

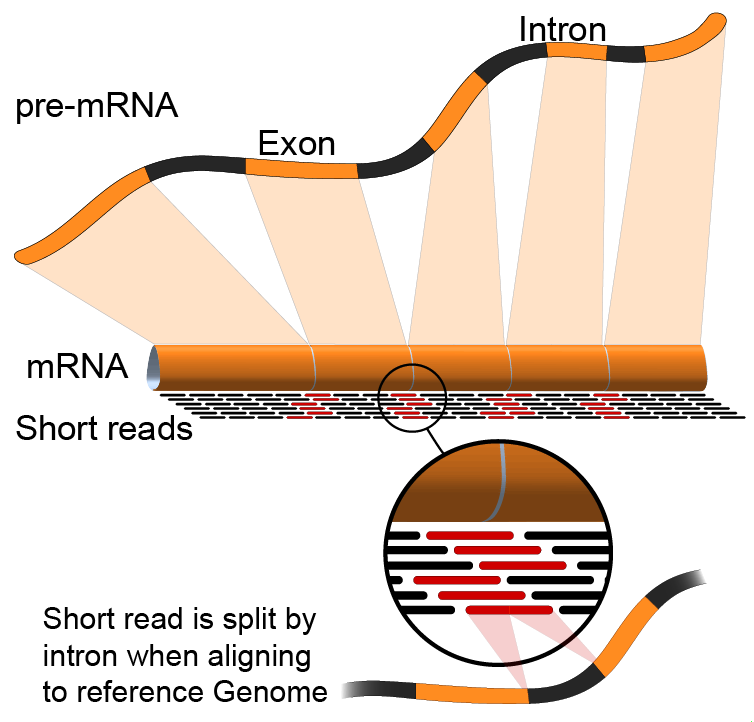
RNA-seq mapping of short reads in exon-exon junctions. The final mRNA is sequenced, which is missing the intronic sections of the pre-mRNA.

- 引導式組裝：這種方法使用與DNA比對相同的方式，比對序列至參考基因體的非連續部分則需要額外的計算複雜度[14]。這些非連續序列讀數是對剪接產物進行定序的結果（如圖）。通常比對演算法分為兩個步驟：(1) 對齊序列較短的部分 (seed) (2) 使用 动态规划 來找到最佳比對，有時結合已知的註釋。使用基因體引導比對的工具包括 Bowtie[15]TopHat（基於Bowtie結果對齊剪接點）[16][17]、Subread[18]、STAR[14]、HISAT2[19]、Sailfish[20]、Kallisto[21]和 GMAP[22]。基因體引導式組裝的品質可以藉由以下兩者來測量：(1) de novo組裝指標（如N50）2）使用精確度、召回率或它們的組合（如F1 score）（與已知的轉錄本、剪接點、基因體和蛋白質序列比較）[13]。此外，可以使用模擬序列讀數的方式進行電腦模擬評估[23][24]。